# ماي روبسون
ماي روبسون (بالإنجليزية: May Robson)‏ (و. 1858 – 1942 م) هي ممثلة مسرحية، وممثلة أفلام من الولايات المتحدة، وأستراليا، ولدت في ملبورن، توفيت في بيفرلي هيلز كاليفورنيا، عن عمر يناهز 84 عاماً، بسبب مرض.

## وصلات خارجية
- ماي روبسون على موقع IMDb (الإنجليزية)
- ماي روبسون على موقع الموسوعة البريطانية (الإنجليزية)
- ماي روبسون على موقع روتن توميتوز (الإنجليزية)
- ماي روبسون على موقع ألو سيني (الفرنسية)
- ماي روبسون على موقع أول موفي (الإنجليزية)
- ماي روبسون على موقع قاعدة بيانات برودواي على الإنترنت (الإنجليزية)
- ماي روبسون على موقع قاعدة بيانات الأفلام السويدية (السويدية)
- ماي روبسون على موقع إن إن دي بي (الإنجليزية)
- ماي روبسون على موقع قاعدة بيانات الفيلم (الإنجليزية)
- ماي روبسون على موقع كينوبويسك (الروسية)